# Borsonella merriami
Borsonella merriami är en snäckart som först beskrevs av Arnold 1903.  Borsonella merriami ingår i släktet Borsonella och familjen kägelsnäckor. Inga underarter finns listade i Catalogue of Life.